# Avenue des Écoles-Jules-Julien
Ne doit pas être confondu avec Avenue Jules-Julien.
Pour les articles homonymes, voir Rue des Écoles.
L'avenue des Écoles-Jules-Julien (en occitan : avenguda de las Escòlas Juli Julian) est une voie de Toulouse, chef-lieu de la région Occitanie, dans le Midi de la France.

## Situation et accès

### Description
L'avenue des Écoles-Jules-Julien est une voie publique. Elle se trouve dans le quartier de Jules-Julien.
La chaussée compte une voie de circulation automobile dans chaque sens. Elle appartient à une zone 30 et la vitesse y est limitée à 30 km/h. Il n'existe pas d'aménagement cyclable.

### Voies rencontrées
L'avenue des Écoles-Jules-Julien rencontre les voies suivantes, dans l'ordre des numéros croissants (« g » indique que la rue se situe à gauche, « d » à droite) :
1. Avenue Albert-Bedouce (g)
2. Avenue Léon-Viala (d)
3. Avenue Jules-Julien

## Odonymie

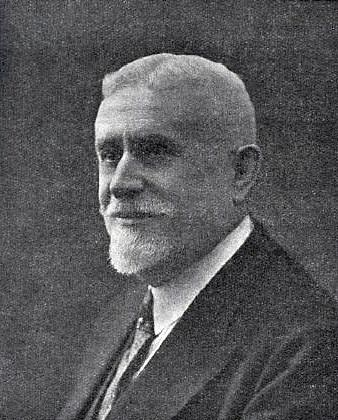
Portrait de Jules Julien en 1934 (Bulletin municipal, biblibothèque municipale.

L'avenue, tracée en 1935 afin de desservir le nouveau groupe scolaire de Rangueil, est naturellement désigné comme la rue des Écoles-de-Rangueil. C'est le 12 avril 1947 que le conseil municipal lui attribue son nom actuel, puisque, depuis 1933 le groupe scolaire avait déjà été renommé en hommage à Jules Julien (1864-1935). Par ailleurs, plusieurs voies ont porté un nom similaire : il a ainsi existé une avenue des Écoles (actuelle avenue Jules-Ferry, à la Salade), mais aussi une impasse des Écoles (actuelle rue Henri-de-Toulouse-Lautrec, à la Côte-Pavée), trois places des Écoles (actuelles places Bertier, à Saint-Martin-du-Touch, des Glières, à Lafourguette, et Jacques-Sauvegrain, à Lardenne) et deux rues des Écoles (actuelles rues Charles-Camichel, à Saint-Aubin, et Jean-Baptiste-Pigalle, aux Amidonniers).
Né à Loubens (Ariège), Jules Julien entre à la Compagnie des chemins de fer du Midi. Arrivé à Toulouse, il se rapproche des milieux socialistes, et en particulier d'Albert Bedouce. En 1906, il est élu sur la liste de ce dernier, premier maire socialiste de la ville. Il est par la suite systématiquement réélu entre jusqu'en 1919, puis de 1925 à 1935. Adjoint au maire à partir de 1912, il a la charge de l'Instruction publique et des Beaux-Arts. Il est chargé, en particulier sous la municipalité d'Étienne Billières, entre 1925 et 1935, d'établir un plan de rénovation et de construction d'écoles publiques, ainsi que, en 1932, de la construction de la nouvelle Bibliothèque municipale. À la mort d'Étienne Billières, en février 1935, il assure quelques mois la transition à la mairie de Toulouse, avant de céder son poste à Antoine Ellen-Prévot. Il meurt quelques mois plus tard, ses obsèques provoquant une vive émotion – le cortège qui le mène au cimetière de Terre-Cabade fit plus d'un kilomètre de long,.

## Patrimoine et lieux d'intérêt

### Groupe scolaire Jules-Julien
Labélisé ACR (2023).
En 1929, le conseil municipal, dirigé par le socialiste Étienne Billières, prend la décision de faire construire un groupe scolaire pour le quartier de Rangueil. Le projet inclut une école maternelle, une école de garçons et une école de filles, mais aussi une salle des fêtes. Il est confié à l'architecte de la ville, Jean Montariol. Le 29 octobre 1933, l'ensemble est inauguré par Étienne Billières : il avait été décidé quelques mois auparavant, le 28 juillet, à la demande de l'inspecteur d'académie René Pradère, de lui donner le nom de Jules Julien (1864-1935), adjoint à l'Instruction publique,.
- no  4 : école maternelle Jules-Julien.
- no  9-11 : école élémentaire Jules-Julien.

### Autres établissements scolaires
- no  5 : centre d'information et d'orientation Toulouse Rangueil.

- no  7 : collège Jean-Moulin. 
Le collège Jean-Moulin est construit dans les années 1960. La construction est menée selon le procédé de l'architecte Jean Prouvé. En 2004, l'ensemble bénéficie d'une profonde rénovation menée par l'architecte Philippe Guilbert, la structure de l'édifice ayant été fragilisée à la suite de l'explosion de l'usine AZF en 2001. En 2009, un nouveau bâtiment est construit afin d'accueillir la section d'enseignement général et professionnel adapté (SEGPA) du collège.

### Théâtre Jules-Julien

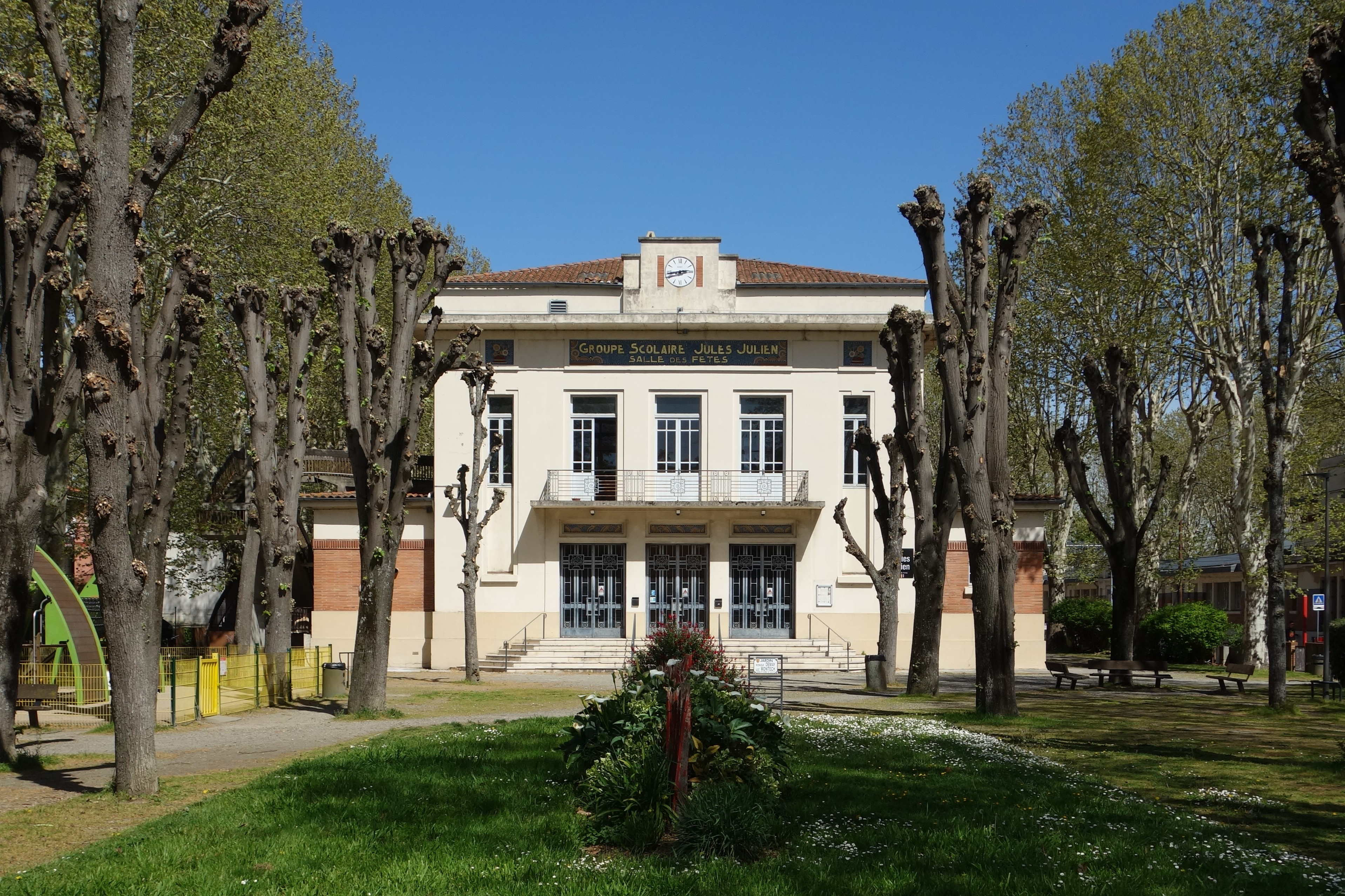
Le théâtre Jules-Julien et le jardin Monique-Demay-et-Luc-Montech.

Labélisé ACR (2023).

### Jardin Monique-Demay-et-Luc-Montech
Le jardin Jules-Julien est aménagé en 1933 lors de la réalisation du projet des écoles et de la salle des fêtes. Le 30 mars 2018, le conseil municipal le nomme en hommage à Monique Demay (1947-2023) et Luc Montech (1949-2011), fondateurs de la compagnie de théâtre Le Théâtre Réel et animateurs du théâtre Jules-Julien à partir de 1981,.
Le jardin occupe une parcelle de 2 549 m2, limitée à l'est par le théâtre Jules-Julien, et au sud et à l'ouest par l'avenue des Écoles-Jules-Julien. Il comprend une aire de jeux pour enfants.